# 220省道 (安徽省)
安徽省道220，又称散牛路，是安徽省省道之一。 220省道起于合肥市巢湖市散兵镇，终于芜湖市无为县牛埠镇。途经巢湖市和无为县，散兵至高林段与 沪安线、 环巢湖大道共线，于严桥镇连接 槐赫路，于蜀山镇接入 襄庐路，于鹤毛镇连接 洪安路。